# Ying Yang Twins
Ying Yang Twins é um dúo de crunk nativo de Atlanta formado por Kaine (Eric Jackson, 16 de dezembro de 1978) e D-Roc (D'Angelo Holmes, 13 de fevereiro de 1979).

## História
Eles cresceram no leste de Atlanta, uma área conhecida pela violência e a pobreza. Apesar do perigo do bairro deles, D-Roc e Kaine que têm trabalhado junto durante seis anos, eles acharam saída aos problemas deles/delas graças à música, em resumo para o crunk. Crunk debutou no LP " Morto, uma compilação de DJ Smurf. Depois disto, ambos estavam pensando em começar carreira solo, mas DJ Smurf os convenceu a continuarem junto

## Participação
Eles fizeram uma participação na música "(I Got That) Boom Boom" da cantora Britney Spears para seu quarto álbum de estúdio "In the Zone".

## Discografia

### Álbuns
- Thug Walkin (2000)
- Alley… Return of the Ying Yang Twins (2002)
- Me & My Brother (2003)
- My Brother & Me (álbum remix) (2004)
- U.S.A. (United States Of Atlanta) (2005)
- U.S.A. - Still United (2005)
- Chemically Imbalanced (2006)

### Singles
| Ano  | Canção                                                                | Posições na lista | Posições na lista | Posições na lista | Posições na lista | Álbum                                                      |
| Ano  | Canção                                                                | Billboard Hot 100 | US R&B/Hip-Hop    | US Rap            | UK Singles Chart  | Álbum                                                      |
| ---- | --------------------------------------------------------------------- | ----------------- | ----------------- | ----------------- | ----------------- | ---------------------------------------------------------- |
| 2000 | "Whistle While You Twurk"                                             | #74               | #16               | -                 | -                 | Thug Walkin'                                               |
| 2002 | "Say I Yi Yi"                                                         | #56               | #22               | #10               | -                 | Alley: The Return of the Ying Yang Twins                   |
| 2003 | "Naggin'"                                                             | #87               | #43               | #21               | -                 | Me & My Brother                                            |
| 2004 | "Salt Shaker" (feat. Lil Jon & The East Side Boyz)                    | #9                | #9                | #2                | -                 | Me & My Brother                                            |
| 2004 | "What's Happnin!?" (feat. Trick Daddy)                                | #30               | #9                | #24               | -                 | Me & My Brother                                            |
| 2004 | "Halftime (Stand Up and Get Crunk)" (feat. Homebwoi)                  |                   |                   |                   |                   | My Brother & Me'                                           |
| 2005 | "Wait (The Whisper Song)"                                             | #15               | #3                | #2                | #47               | U.S.A. (United State Of Atlanta)                           |
| 2005 | "Badd" (feat. Mike Jones & Mr. Collipark)                             | #29               | #16               | #6                | -                 | U.S.A. (United State Of Atlanta)                           |
| 2005 | "Shake" (feat. Pitbull)                                               | #41               | #37               | #12               | #49               | U.S.A. (United State Of Atlanta)                           |
| 2005 | "Bedroom Boom" (feat. Avant)                                          | -                 | #50               | -                 | -                 | U.S.A. (United State Of Atlanta)                           |
| 2006 | "Ms. New Booty" (Bubba Sparxxx feat. Ying Yang Twins & Mr. Collipark) | #7                | #17               | #5                | -                 | ''U.S.A. (United State Of Atlanta: Still United)/The Charm |
| 2006 | "Git It" (Bun B feat. Ying Yang Twins)                                |                   |                   |                   | -                 | Trill/U.S.A. (United States of Atlanta: Still United)      |